# Wybory parlamentarne na Ukrainie w 2019 roku

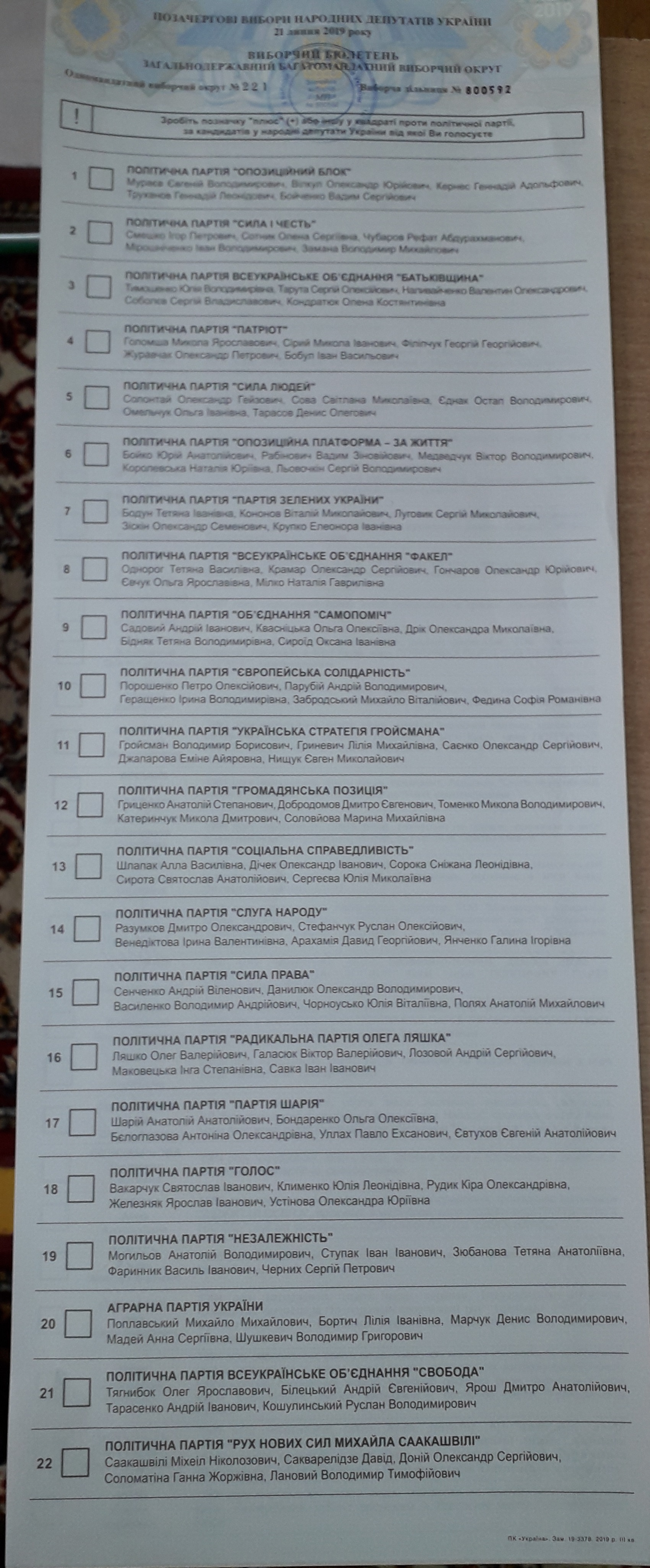
Karta do głosowania z listą kandydatów do parlamentu w wyborach (2019)

Wybory parlamentarne na Ukrainie w 2019 roku – wybory do Rady Najwyższej Ukrainy, które odbyły się 21 lipca 2019.
W wyniku wyborów wyłoniono 424 deputowanych do Rady Najwyższej IX kadencji – 225 w ogólnokrajowym okręgu proporcjonalnym (z zamkniętych list krajowych z obowiązującym progiem wyborczym na poziomie 5%) i 199 w okręgach jednomandatowych (z zakazem jednoczesnego startu z listy krajowej i w okręgu jednomandatowym). Wyborów nie przeprowadzono w 26 okręgach jednomandatowych na terenach faktycznie niekontrolowanych przez ukraiński rząd (z uwagi na aneksję Krymu przez Rosję i wojnę w Donbasie).
Były to wybory przedterminowe, wcześniej planowano przeprowadzić jej 27 października. Nowo zaprzysiężony prezydent Wołodymyr Zełenski tuż po zaprzysiężeniu podjął jednak decyzję o rozwiązaniu parlamentu. Decyzję tę formalnie motywował brakiem większości parlamentarnej – faktycznie od 2016 pojawiały się wątpliwości co do prawidłowości funkcjonowania koalicji zawiązanej między Blokiem Petra Poroszenki a Frontem Ludowym. Od początku kampanii w sondażach największe poparcie uzyskiwała tworzona przez środowisko prezydenta i wcześniej nieaktywna w życiu politycznym partia Sługa Ludu (tuż po zarządzeniu wyborów poparcie dla niej deklarowało ponad 40% respondentów).
Według ogłoszonego po zamknięciu lokali wyborczych wyników badania exit poll największe poparcie uzyskała partia Sługa Ludu, zdobywając 43,9% poparcia. Drugie miejsce zajęła prorosyjska Opozycyjna Platforma – Za Życie, na którą głosowało 11,5% poparcia. Trzecie miejsce uzyskała Europejska Solidarność byłego prezydenta Petra Poroszenki z poparciem 8,9%. Czwarte zajęła Batkiwszczyna byłej premier Julii Tymoszenko z wynikiem 7,6%, piątą pozycję zajęła partia Głos muzyka rockowego Swiatosława Wakarczuka, na którą głosowało 6,3% wyborców. Ogłoszone wyniki wyborów potwierdziły, że próg wyborczy w okręgu proporcjonalnym przekroczyły wyłącznie te ugrupowania. Sługa Ludu, jako pierwsze ugrupowanie po 1991, wywalczyło większość bezwzględną w ukraińskim parlamencie.

## Wyniki wyborów
| Ugrupowanie                     | Głosy na listę (tys.) | % głosów na listę | Mandaty lista/okręgi | Mandaty lista/okręgi | Razem |
| ------------------------------- | --------------------- | ----------------- | -------------------- | -------------------- | ----- |
| Sługa Ludu                      | 6307                  | 43,2              | 124                  | 130                  | 254   |
| Opozycyjna Platforma – Za Życie | 1908                  | 13,1              | 37                   | 6                    | 43    |
| Batkiwszczyna                   | 1196                  | 8,2               | 24                   | 2                    | 26    |
| Europejska Solidarność          | 1185                  | 8,1               | 23                   | 2                    | 25    |
| Głos                            | 852                   | 5,8               | 17                   | 3                    | 20    |
| Partia Radykalna Ołeha Laszki   | 586                   | 4,0               | –                    | –                    | –     |
| Siła i Honor                    | 559                   | 3,8               | –                    | –                    | –     |
| Blok Opozycyjny                 | 445                   | 3,0               | –                    | 6                    | 6     |
| Ukraińska Strategia Hrojsmana   | 353                   | 2,4               | –                    | –                    | –     |
| Partia Szarija                  | 327                   | 2,2               | –                    | –                    | –     |
| Swoboda                         | 316                   | 2,2               | –                    | 1                    | 1     |
| Pozycja Obywatelska             | 153                   | 1,0               | –                    | –                    | –     |
| Partia Zielonych Ukrainy        | 97                    | 0,7               | –                    | –                    | –     |
| Samopomoc                       | 92                    | 0,6               | –                    | 1                    | 1     |
| Pozostałe ugrupowania           | –                     | –                 | –                    | 2                    | 2     |
| Kandydaci niezależni            | –                     | –                 | –                    | 46                   | 46    |
| RAZEM                           | –                     | –                 | 225                  | 199                  | 424   |

Wynik w ogólnokrajowym okręgu wielomandatowym
Wynik w okręgach jednomandatowych
Frekwencja wyborcza w okręgach wyborczych
Frekwencja wyborców w regionach